# Северни ћук
Северни ћук (лат. Aegolius acadicus) врста је сове из породице правих сова која насељава већи део Северне Америке, укључујући југоисточну Аљаску, јужну Канаду, већи део Сједињених Држава и централне планине Мексика. Ова птица живи у шупљинама дрвећа и старим гнездима направљеним од стране других малих грабљивица. Неки припадници врсте су станарице, док други могу да мигрирају на југ током зиме или да се спуштају са већих висина.
Једна је од најлакших сова у Северној Америци са просечном тежином од око 75 грама код мужјака и 100 грама код женке, док је висока око 20 центиметара. Нема ушне праменове, а фацијални диск је карактеристичан по белој шари у облику слова Y. Горњи део тела је пругаст и браон, а леђа, крила и реп су бело истачкани. До данас је забележено најмање 11 различитих вокализација, од којих се неке могу често чути, док друге северни ћук испушта само у посебним приликама, приликом дозивања женке и удварања, доношења хране или одбране од непријатеља. Најчешћи облик дозивања преставља такозвано стандардно оглашавање — монотону серију звиждука са константном висином који се могу чути на удаљености до 300 метара и које се може описати као „туут” или „ту-ту-ту” звук, а које испушта готово искључиво мужјак. Са друге стране, женка најчешће оглашава „тссст” дозивом и то током прекопулаторног дуета са мужјаком, као и када јој мужјак доноси храну у гнездо.
Иако постоји више географских варијација, данас су званично признате две подврсте северног ћука — номинална Aegolius acadicus acadicus, која се појављује широм целог ареала, и немиграторна , која је ендемска врста Острва Краљице Шарлот. Физичке разлике између ове две подврсте нису велике — номинална подврста је већа, има краћи реп и светлија је, а бели доњи делови тела и тачке на летном перју номиналне подврсте су код  ублажене и не тако истакнуте.
Углавном се храни малим животињама, претежно сисарима, а највећи део исхране ове врсте чине мишеви, волухарице, ровчице и веверице. Што се тиче осталих животиња, може се, углавном током зиме, хранити птицама — најчешће ласте, врапци, двобојна сеница и златоглави краљић, али и бескичмењацима — тврдокрилцима и правокрилцима, док се у приобалним подручјима на менију могу наћи и амфиподе, изоподе, паукови, ракови и жабе.

## Опис
Ово је мала врста сове — мужјак је у просеку висок између 18 и 20 центиметара, док просечна висина женке износи 20—21,5 центиметара. Маса у великој мери варира у зависности од стања птице и годишњег доба. Мршави мужјаци тежине око 65 грама и женке тешке мање од 80 грама се најчешће срећу током зиме, када нема хране у изобиљу. Женке су за 50% теже током лежања на јајима у односу на остатак године, па се тежина креће између 113 и 143,5 грама. Гледано на годишњем нивоу, просечна тежина мужјака износи свега 75 грама, док је женка тешка око 100 грама, што ову сову чини једним од најлакших сова у Северној Америци. Разлике у тежини услед полног диморфизма су нешто мање присутне него код сродне гаћасте кукумавке, али веће него код већине осталих северноамеричких сова.
Ноге су јој кратке и прекривене густим перјем све до стопала, а глава је велика, округла и без ушних праменова, док је фацијални диск такође округао. Кљун је тамне боје, а очи су жуте до златне, с тим да златна боја очију преовладава код одраслих јединки. Крила се завршавају са 10 примарних пера, а дужина истих код женке износи 143,3 милиметара, а код мужјака 137 милиметара, па се просечни распон крила креће између 42 и 56,3 центиметара. Код одрасле јединке, горњи део тела је пругаст и браон, потиљак је беле боје, а леђа, крила и реп су бело истачкани. Фацијални диск је светлобраон, са карактеристичном белом шаром у облику слова Y изнад кљуна и између очију, док је са стране тамнобраон и бео. Доњи део тела је махом беле боје, са широким, усправним браон пругама.
Младунци су углавном браон боје, без белих шара на горњем делу тела (осим на крилима и репу). Такође, имају црнкаст фацијални диск, али са јасно видљивом белом шаром у облику слова Y. Паперје је присутно код птића од маја до септембра. Мужјак и женка имају идентично перје које почиње да се појављује 7 дана од излегања, а млади потпуно оперјавају приликом изласка из гнезда — отприлике након 33 дана старости. Горњи делови тела, глава и груди су тамнобраон или гарави без мрља, док су стомак, подрепни део и стопала голи, а понекад се дешава да се паперје на неким деловима тела задржи чак и након напуштања гнезда.

### Слух
Ова врста има веома софистициран слух. Наиме, то је због вертикално асиметричних ушију и различитог облика ушних отвора. С обзиром да звук досеже до ушију у различито време и различите је јачине, северни ћук може са врло великом прецизношћу локализовати свој плен. Таква прецизна локализација звука омогућава овој врсти сова да лови у потпуном мраку, ослањајући се само на чуло слуха.

### Сличне врсте
Сродна гаћаста кукумавка (Aegolius funereus) доста је слична са северним ћуком, али је кукумавка већа, са белим фацијалним диском оивиченим црном бојом и теме јој је прекривено белим тачкама, а не пругама, као што је то случај код северног ћука. Младунци гаћасте кукумавке су тамне браон боје са неприметним белим пругама на стомаку. Такође се може помешати са врстом Glaucidium gnoma, мада је она мања, са релативно мањом главом, дужим репом и неупадљивим фацијалним диском. Северни ћук подсећа и на ритску сову јер нема ушне праменове, али је знатно мањи од поменуте. Прилично је честа, али тешко уочљива врста.

## Систематика

### Подврсте
Две подврсте су званично признате: миграторна Aegolius acadicus acadicus, која се појављује широм целог ареала, и немиграторна , која је ендемска врста Острва Краљице Шарлот, а коју је 1916. године именовао и описао Флеминг на основу три одрасле јединке и једног младунца нађених 1915. године на Грејемовом острву. Хибриди између ове две подврсте никада нису забележени.
Brooksi по изгледу веома личи на номиналну подврсту, али је од ње мања, има дужи реп и тамнија је. Бели доњи делови тела и тачке на летном перју номиналне подврсте су код  ублажене и не тако истакнуте.
Трећу подврсту предложио је 1954. године Бригс, али је њено постојање базирано на једном птићу спорног порекла, тако да она није генерално призната. Ова подврста би, по Бригсу, спојила северног ћука са врстом .
Са перјем одрасле јединке које подсећа на перје младунаца северног ћука и са сличним оглашавањем, врста Aegolius ridgwayi је сматрана конспецифичном са северним ћуком. Исто тако, неки научници сугеришу да ове две врсте чине једну политипску врсту, док неки тврде да би оне могле да припадају истој суперврсти. Да би се разјаснио однос између ове две врсте и потенцијалних интермедијара, неопходне су генетичке анализе, узгојни узорци и снимци оглашавања.

### Географске варијације
У источним деловима Северне Америке, величина јединки се у просеку повећава пропорционално са повећањем географске ширине. Обојеност је униформна широм целог ареала распрострањења, изузев тамније подврсте brooksi, мада brooksi и дистинктна и потенцијално дисјунктна популација у јужним Апалачким планинама чине незнатни део укупне популације.

### Генетика
Анализа алоензима открила је мале разлике у оквиру популације између brooksi и суседне популације у долини Оканаган, али су истом анализом утврђене знатно веће генетске варијације између brooksi и југоисточних популација северног ћука, укључујући и морфолошки дистинктну јужноапалачку популацију. Ови обрасци указују на постојање глацијалног рефугијума у југоисточним Сједињеним Државама током последњег леденог доба, са каснијом експанзијом ка северу која је пратила повлачење ледника. Следећи овај образац, скупови алела свих популација северног ћука формирали су подскупове укупног скупа алела једино у јужноапалачкој популацији, изузев једног алела који је пронађен једино у популацији близу Грин Беја (Висконсин). Све у свему, утврђено је да су јужноапалачка и популација на територији Алегејнског платоа барем генетски дистинктне популације од генералне популације, као што је то случај са подврстом brooksi и њеном разликом у односу на номиналну подврсту.

## Распрострањеност
Распрострањена је искључиво на простору Северне Америке. Северни ћук живи у шупљинама дрвећа и старим гнездима направљеним од стране других малих грабљивица. Неки припадници врсте су станарице, док други могу да мигрирају на југ током зиме или да се спуштају са већих висина. Њихов ареал обухвата већи део Северне Америке, укључујући југоисточну Аљаску, јужну Канаду, већи део Сједињених Држава и централне планине Мексика. Због тешке уочљивости, границе распрострањености је тешко утврдити са великом прецизношћу, али неки научници сматрају да се, на северу, северни ћук може видети до 50° географске ширине у Квебеку и Онтарију, док други тврде да се гнезди северно све до јужног дела Џејмсовог залива у Онтарију, што је много даље од најсевернијих простора у којима је забележена ова врста. Са сигурношћу се зна да се гнезди у свим областима Квебека јужно од 49 °CГШ сем у региону Абитиби, док у Манитоби најсевернији случај представља јединка страдала на путу у Грес Ривер парку, на географској ширини 54° 20' пронађена 24. јуна 1994. године. Сходно томе, може се закључити да је њихов ареал још већи, па се могу гнездити чак и на далеком северу одакле већина птица мигрира јужније да би се размножавала. Северни ћук је изузетно прилагодљива врста која се може адаптирати на велику хладноћу.

### Ареал гнежђења
Као станарица, присутна је од Британске Колумбије јужно до Орегона, Ајдаха и Монтане; јужно од тога је присутна на већим надморским висинама, на Стеновитим, Каскадским планинама, Пацифичком планинском масиву, Сијера Невади и на венцу Сијера Мадре све до Оахаке у Мексику, укључујући и јужну Калифорнију, јужну Неваду, централну Аризону и острва Санта Круз и Санта Каталина.
Гнезди се у тајгама и северним зимзеленим шумама од Аљаског полуострва до југоисточне Аљаске, јужно до јужног дела Британске Колумбије, укључујући и Острва краљице Шарлот и Ванкуверско острво; савезне државе Вашингтон, укључујући острво Сан Хуан; Орегона, Ајдаха, Монтане, Вајоминга и подножја и ниских планина Колорада.
Ареал гнежђења простире се источно до централне Алберте, централног Саскачевана, јужне и централне Манитобе, дуж јужног Онтарија, јужног Квебека, Њу Брансвика, копнене Нове Шкотске и острва принца Едварда. У Сједињеним Државама се ареал продужује северним савезним државама — кроз Северну и Јужну Дакоту, Минесоту, Висконсин, Масачусетс, Њујорк, Њу Џерзи, Пенсилванију, Мериленд, Конектикат и Мејн. Ретко сеже на југ до највиших надморских висина јужних Апалачких планина до Кентакија, Вирџине, Северне Каролине и Тенесија. У врло малој мери или уопште није присутна у Великим равницама Сједињених Држава.

### Ареал зимовања
Током зиме, неке птице остају на својим територијама, док се друге селе јужније или на ниже надморске висине. Популације номиналне подврсте се регуларно селе јужно до Ајове, Индијане и Њу Џерзија. Нередовно се селе и јужно до Оклахоме, Канзаса, Вирџиније, Тенесија, Луизијане, Џорџије и Неваде.
Скитнице, односно усамљене јединке, забележене су на Флориди, југоисточним деловима Фарајонских острва и у Њуфаундленду. Случајно могу да залутају и на острва Сент Лоренс и Сент Пол на Аљасци.

### Миграције
Многе јединке током јесени мигрирају на југ, али неке остају на својој територији гнежђења током зиме, а то је углавном случај са јединкама у источној и западној Северној Америци. Такође, оне јединке које живе на већим надморским висинама се редовно спуштају са планина и прелазе у ниже, топлије крајеве. Изузетак од свега овога је подврста brooksi, која је немиграторна и остаје током читаве године на истом простору.
Густинска зависност представља важан механизам који доводи до миграције и места до којих се путује, тако да неке јединке мигрирају знатно јужније током ируптивних година — година када знатно већи број јединки мигрира, што се дешава отприлике на сваке четири године. Током оваквих година, знатно је већи број младих сова (у просеку 82%, у односу на 33% током неируптивних година) које се ретко заустављају да би се храниле, па због тога на одредиште стижу у лошијем физичком стању и са мањом тежином.
Без обзира на географску ширину, северни ћук генерално мигрира током септембра, октобра и новембра, а највећи број мигрирајућих јединки забележен је током октобра. Путовање се углавном одвија током ноћи, а подаци показују да одрасли мигрирају пре младих и преферирају брдовите регије, за разлику од младих који се најчешће селе до приобалних крајева.

### Станиште
Настањује различите типове шума, претежно четинарске, понекад мешовите и листопадне шуме Северне Америке. Већина јединки на северу гнезди се у четинарским шумама, али зими претежно бирају мешовите и листопадне шуме, а такође се гнезди и у шупљинама дрвећа четинарских мочвара, у приобалним подручјима због обиља плена, као и у саванама и степама с грмовитом вегетацијом. Забележено је и да се гнезди и на пешчаним динама, вештачким гнездима постављеним од стране људи, па чак и на бандерама у Масачусетсу. Четинарске шуме често обезбеђују станиште за велики број јединки, па је број гнезда по јединици површине знатно већи на оваквим подручјима, поготово ако су у питању шуме у близини речне обале, мада им није страно гнежђење у најразличитијим шумама, шумарцима и грмовима, док год могу да нађу згодно гнездо и легло. Раније претпоставке да су северном ћуку неопходне или да преферира густе шуме вероватно су засноване на локацијама легала, а не гнезда и станишта погодних за исхрану.
Позитивна корелација између изобиља малих сисара и броја гнездећих северних ћукова указује на то да је ова сова номад, настањујући се на оним подручјима где је плен најобилнији — све док су шупљине за гнежђење доступне.
Када је реч о зимском станишту, северни ћук у Конектикату најчешће настањује мешовите старе шуме које су близу воде, док јединке у Мериленду знатно чешће користе борове шуме, а знатно мање отворена/мочварна станишта. У централном Њу Џерзију је зимовање најчешће у старим шумама, а јединке у Ајови су мање рестриктивне у вези са тим, пошто зиму могу да проводе и у старим и у младим шумама.

#### Величина станишта
Величина станишта током сезоне парења и гнежђења варира од 73,4 хектара, колико је забележено у јужним Апалачким планинама на основу истраживања дозивања, до 250,5 хектара по пару у четинарским и мешовитим шумама Црне планине у Мичигену, док величина просечне територије која је потребна северном ћуку током сезоне гнежђења износити 160 хектара. Две јединке, обележене и праћене током већег броја ноћи, користиле су 142 и 159 хектара територије, с тим да је једна 85% времена које није провела у гнезду проводила у кругу од 27 хектара око гнезда.
Са друге стране, величина станишта северног ћука током зиме варира у зависности од количине плена и бројности других јединки у околини. Тако су неке радио-таговане јединке користиле у просеку 115 хектара, док просечна величина зимског станишта у Мериленду износи 103,5 хектара. Када је велики број других јединки у околини, северни ћук током зиме у просеку користи свега 61,4 хектара, односно 159,7 хектара када је број јединки по јединици простора мањи.

## Понашање

### Кретање
Северни ћук лети ниско, близу земље, брзо машући крилима, често налик лету детлића, насртајући навише до гране на којој се одмара. Јединке у заточеништву, пуштене током ноћи, лете готово право у почетку, повећавајући висину стрмо, али споро, док брзо машу крила. Оптерећење крила је слично осталим мањим совама (3,49 cm²/g), што јој даје веће маневарске способности, неопходне за потрагу за храном у густим шумама.

### Одмарање
Одмара се током дана у густој вегетацији, ретко у шупљини за гнежђење, мада је забележено да женке цео дан проводе у шупљини неколико дана пре полагања првог јаја. Бира најгушће делове шуме за одмарање, па је тако у Ајдаху забележена густина дрвећа у пречнику од 5,2 метара око одмаралишта износила 78,2±36,5 дрвећа/0,1 ha. Слично и у Мериленду и Вирџинији, вегетација око одмаралишта је знатно гушћа него у осталим деловима шума и тај део шуме садржи већи број стабала са великим пречником и дебелим гранама.
Одрасли мужјаци, у сезони гнежђења и одгајања младунаца, током дана користе више различитих одмаралишта која могу бити удаљена и до 2 километра, док усамљени појединци користе исто одмаралиште недељама или месецима. Током зиме је промена одмаралишта знатно чешћа, како би се што дуже одржао контакт са сунцем, док се током остатка године сунце вешто избегава.
На основу неколико студија утврђене су типичне карактеристике просечног одмаралишта северног ћука, па се тако ова сова одмара на просечној висини од 3,5 метара, и то на дрвету висине 13,6 метара и на 71,2 центиметара удаљености од стабла. Обично одмара на спољној страни олистале гране, како би се боље сакрила. Међутим, постоје изузеци, па је тако забележено да су се јединке северног ћука у Њу Џерзију одмарале на црвеном кедру висине мање од 4,5 метара и грани пречника мањег од 15,2 центиметара, упркос постојању већих дрвећа.
У многим областима четинари представљају омиљено дрво за одмарање, па је чак било теорија да је присуство четинара есенцијално за заузимање те територије од стране северног ћука, мада, при великим густинама, ова сова често одмара и у чисто листопадним шумама. У Ајдаху, приликом праћења 3 јединке, од 15 коришћених одмаралишта свега је једно било на листопадном дрвету. Слично и у Мериленду и Вирџинији — 19 од 31 одмаралишта које користило 5 јединки била су на четинарима, док је у Конектикату забележено да се северни ћук током зиме одмара искључиво на четинарима, иако их је у кругу од 100 метара од одмаралишта било свега 8% од укупног броја дрвећа. Верује се да северни ћук бира четинарско дрвеће јер му његово лишће пружа скровиште и заштиту од осталих птица грабљивица и осталих предатора и узнемиривача, али и због терморегулаторних бенефита.
Најчешће одмаралиште у западној Северној Америци представљају гране дуглазије (Pseudotsuga menziesii), калифорнијске јеле (Abies grandis), западног ариша (Larix occidentalis) и џиновске тује (Thuja plicata), док у источним деловима Северне Америке најчешће бира вирџинијску клеку (Juniperus virginiana), белу смрчу (Picea glauca), обичну смрчу (Picea abies), амерички ариш (Larix laricina), вајмутов бор (Pinus strobus) и амерички црвени бор (Pinus resinosa). Поред тога, северни ћук се одмара и на пацифичкој тиси (Taxus brevifolia), канадској цуги (Tsuga canadensis), црвеној смрчи (Picea rubens), западној туји (Thuja occidentalis) и бодљивој смрчи (Picea pungens).

### Сексуално понашање

#### Систем парења
Иако обично моногамна, ова сова може да буде полигамна када плена и места за гнежђење има у изобиљу, а забележена су два случаја бигиније и један тригиније у Британској Колумбији и јужном Ајдаху. Иако нема поузданих доказа, женке често могу да буду секвенцијално полиандријске, остављајући тако првог мужјака да се брине о младунцима и парећи се након тога са другим мужјаком.

#### Удварање и одабир гнезда
Мужјак испушта стандардно оглашавање како би привукао женку, а женка одговара тссст дозивањем или цвркутањем. Након тога, мужјак око 20 пута у лету кружи око женке пре него што слети поред ње, да би потом уследило удварање, када мужјак обично поклања женки плен који јој је донео. Пре и након самог парења често долази до међусобног чишћења од паразита и додиривања кљуновима. Није забележено да се парови везују, односно да се паре више од једне сезоне.
Мужјаци повремено певају из погодних шупљина, тако да, када је привуку, женки показују доступне шупљине за гнежђење, да би потом женка одабрала шупљину која ће представљати гнездо у које ће положити јаја. Мужјак почиње да женки доноси храну неколико дана пре сношења првог јаја.

### Интеракција са припадницима других врста
Северни ћук је редовно узнемириван од стране разних птица певачица, а забележено је и да златокрили детлић може да узурпира гнездо северног ћука и притом убије јединке које су у гнезду.
Надметање око ограниченог броја шупљина за гнежђење и преклапање ниша за исхрану представљају основне узроке агресивних интеракција које могу да узрокују и привремену спацијалну сегрегацију између малих шумских сова, па је тако било случајева када се женка калифорнијског ћука уселила у легло северног ћука и почела да напада младунце, избацујући их из гнезда.

## Вокализација
Северни ћук се најчешће оглашава пиштавим звуком који се понавља више пута. Неки научници наводе да дозивање подсећа на звук оштрења тестере на тоцилу. Обично се ћук оглашава на овај начин када тражи партнера, тако да се може чути чешће у периоду између априла и јуна, када ова врста тражи свог пара. Упркос томе што је чешће у пролеће, дозивање се може чути и током целе године.
До данас је забележено најмање 11 различитих вокализација, од којих се неке могу често чути, док друге северни ћук испушта само у посебним приликама, приликом дозивања женке и удварања, доношења хране или одбране од непријатеља.
Стандардно оглашавање
Стандардно оглашавање северног ћука представља монотону серију звиждука са константном висином који се могу чути на удаљености до 300 метара кроз шуму, док се на отвореним просторима близу реке дозивање ове сове чује и до један километар. Серија тонова почиње релативно кратким успоном, на који се надовезују тонови константне фреквенције који се завршавају кратким падом у фреквенцији. Готово искључиво се стандардно оглашавају мужјаци, али и женке могу да произведу сличну песму током удварања, с тим што је женска верзија мекша и мање конзистентна у амплитуди. Номинална подврста песму пева на константној фреквенцији од 1.100 Hz са брзином од око два звиждука по секунди. Звиждуци мужјака подврсте brooksi имају просечну фреквенцију од 1.194 Hz и трају 2 или 3 секунде, док су оглашавања женке виша и са мање константном фреквенцијом и имају више квалитет „лајања”.
Квалитет и промене у дозивању из ноћи у ноћ често могу бити повезане са променама у температури и здравственог стања мужјака, али и количини старих шума у близини језгра територије. Функција овог оглашавања је углавном територијална: често се чује као одговор на репродукцију истог дозивања, при чему мужјаци одговоре дају песмом која је мекша и бржа од чуте, а оглашавање се може описати као „туут” или „ту-ту-ту”.
Брза песма
Поред стандардног оглашавања, северни ћук има и такозвану брзу „песму” и она представља мекшу, нижу и бржу верзију стандардне песме и слична је горепоменутом одговору мужјака на чуто оглашавање. Користи се у више наврата:
- као контактно дозивање мужјака када се приближава гнезду са храном, на који женка одговара са „тссст”, након чега услеђује предаја хране женки на улазу у шупљину,[22][126]
- као прекопулативна дуетна песма коју певају мужјаци, а на коју женке одговарају истим „тссст”[126] или
- као уводна компонента стандардног оглашавања.[127]

Цвилеж
Цвилеж представља промукао, 0,9 секунди дуг дозив са узлазно растућим квалитетом у висини и јачини тона. Мужјак ово дозивање понавља у више наврата у трајању од два до три минута, тако да испушта по један дозив на сваке три секунде, а овакво оглашавање се користи искључиво у случајевима велике узнемирености. Постоје благе варијације овог дозивања уочене код источних популација, тако да код њих сваки дозив у просеку траје 1,139 секунди, а међуинтервал 6,607 секунди, са фреквенцијом од 1.133 Hz. Цвилеж се описује и као „мијаук” или „пискав мијаук”, „дахтање и одлучно жестоко ах-х-х” или „храпаво, љутито са-а-а-ај”.
„Ксју”
Високо варијабилно, брзопонављајуће, појединачно или дозивање у серијама, или кратко, високофреквентно дозивање са хармоничним завршним тоновима. Описује се као груб, храпав и пискав лавеж са просечном дужином од 0,095 секунди фреквенције 2.652 Hz. Дозивање креће на фреквенцији од 1.300 Hz, спушта се на 1.000 Hz, да би се потом попело на претходно поменуту фреквенцију. Поједини научници ово дозивање описују као звук оштрења тестере и сматрају да се северни ћук оглашава овако када је узнемирен од стране уљеза.
„Тссст”
Препознатљиво, високофреквентно дозивање које се обично састоји од два хармонична, неповезана звиждука који се у фреквенцијама разликују за 100—1.000 Hz. Искључиво женка овај дозив испушта на сваких 4—5 секунди и то у прекопулаторном дуету са мужјаком, као и када јој мужјак доноси храну у гнездо. У поређењу са номиналном подврстом, код које један дозив траје 0,203 секунде и има фреквенцију од 8.511 Hz, код женке подврсте brooksi он траје 0,3 секунде и има фреквенцију од 9.500 Hz, а понавља се на сваке 1—2 секунде.
Цвркут младунаца
Ову песму испуштају искључиво младунци у гнезду, а састоји се од 6 до 8 елемената са доминантном фреквенцијом од око 2.500 Hz. Просечно трајање једног дозива износи 0,75 секунди, а млади испуштају отприлике један дозив по секунди. Овај цвркут се постепено мења у грубо „тссшк” који млади испуштају и након што напусте гнездо.
Сквик
Кратко дозивање са хармоничним квалитетом које се често описује као зујање инсеката. Код подврсте brooksi ово дозивање се састоји из два тона који заједно трају преко 0,3 секунде, а први тон је виши од другог. Углавном се користи за исказивање претње, пошто га северни ћук испушта када лети близу или напада непријатеља.
Цвркутање
Високо варијабилно, вишетонско дозивање које траје 0,656 секунди и има фреквенцију од 5.309 Hz, а број тонова може да варира од 4 до 25.
Транзициони дозив
До сада је ово дозивање забележено само код подврсте brooksi. Дужина и фреквенција тонова које испушта ова подврста расту и понављају се са стопом од 1 до 2 тона по секунди, а испуштају их изузетно узнемирени мужјаци између стандардног дозивања и цвилежа.
Алтернативни цвилеж
Као и претходно, и ово дозивање је засад забележено само код мање бројне подврсте и користе га мужјаци на крају стандардног дозивања. Алтернативни цвилеж представља 0,4 секунде дуг дозив фреквенције 1.500 Hz, а понавља се у трајању од неколико минута.

## Размножавање

### Гнежђење
Мужјаци северног ћука крећу са дозивањем женки још почетком јануара и дозивање траје све до маја. Женке долазе на територије мужјака у том периоду, тако да се парење може обавити од краја фебруара па до јула. Премда не постоје дефинитивни докази о постојању другог парења у дивљини, претпоставља се да сва парења током јуна и јула представљају друга парења или понављања неуспешног првог. У заточеништву, женке иницирају друго парење и почињу да лежу јаја 3—5 дана пре него што младунци из првог гнезда оперјају и постану самостални. Друго гнездо је по броју јаја обично мање од првог (3—4 јаја, за разлику од 3—7 јаја у првом). У заточеништву мужјаци хране младунце из првог гнезда док женке леже на другим јајима. У дивљини се, међутим, ретко јавља да исти пар има и друго легло, већ готово сва забележена друга парења током јуна и јула представљају резултат секвенцијалне полиандрије. Наиме, занимљиво је да женка може током једне сезоне да има већи број легала са различитим мужјацима. Одмах након што младунци добију перје, женка напушта гнездо и оставља мужјака да се брине о младунцима, а она креће у потрагу за другим мужјаком са којим ће се парити.
Студије обављене на јединкама у заточеништву показале су да женке у већини случаја бирају гнездо. Као и већина осталих сова, и северни ћук не прави гнездо, већ се ослања на претходно креирана гнезда или шупљине у дрвећу, било природне, било направљене од стране златокрилог детлића и ћубасте жуне, а често насељава и гнезда која је раније користила гаћаста кукумавка. Када пронађе место, ова сова не додаје никакав материјал у гнездо, већ директно леже јаја на остатке у шупљини (пиљевина, гранчице, маховина, трава и перје других птица, као и длаке и кости малих сисара који су представљали плен претходном домаћину).
Северни ћук се за заузимање гнезда такмичи са гаћастом кукумавком, чворцима и веверицама, па тако његово гнездо може бити срушено или поједено од стране поменутих животиња, као и од стране предатора попут америчке куне и вране. За ову врсту претњу представљају и све остале веће врсте сова, с обзиром да се ареал северног ћука поклапа са најмање десетак ареала других сова, али и јастребови, који деле са северним ћуком склоност ка густом, шумовитом станишту.

### Полагање и инкубација јаја
Пречник улаза у природно гнездо варира од 60 до 90 милиметара, док се гнезда налазе на висини 8—25 метара, док вештачка гнезда направљена од стране људи могу да буду знатно већа. Северни ћук леже обично између 5 и 6 белих јаја димензија 30×25 милиметара. Јаја се полажу у интервалу од два дана, а полагање креће неколико дана након што женка одабере гнездо. У случају да је женка приморана да напусти гнездо због претњи предатора убрзо након полегања јаја, готово увек се дешава поновно формирање гнезда и женка опет полаже јаја. Инкубација траје 27—29 дана, и за то време мужјак лови плен и доноси храну за женку која све време лежи на јајима, изузев једног или два кратка изласка из гнезда, обично рано током ноћи, како би дефецирала и избацила пелет.

### Излегање и раст младунаца
Јаја се излежу током дана, и то углавном у интервалу од два дана од првог до последњег јајета, мада се неретко дешава да се сва јаја излегну током истог дана. Ретко се дешава да јаја пре излегања буду уништена или поједена од стране предатора, па тако стопа успешности излегања износи око 75%, а сви неуспеси потичу од неплодних јаја или ембрионалне смрти.
Одмах по излегању, птићи су 7,5 грама тешки чучавци са затвореним очима и прекривени белим паперјем. Након пет до седам дана, паперје полако почиње да поприма тамније нијансе, а са 7—10 дана старости им се отварају очи. У најранијем добу, младунци су обилно храњени, па њихова тежина расте изузетно брзо — 7 грама по дану, што траје отприлике првих месец дана, када достижу максималну тежину која у просеку износи 110 грама. Након тога почиње да им се развија перје, када незнатно губе на тежини и када просечна тежина младунца износи 96 грама. Раст крила почиње од седмог дана живота и готово је линеаран (3,9 милиметара по дану), а раст се успорава тек непосредно пре потпуног оперјавања. Тако јединке мерене у 58. дану живота имају дужину крила готово идентичну дужини крила одраслих јединки.
Бригу о младунцима у почетку обавља женка, док најмлађи птић не напуни 18 дана, када их она напушта и креће у потрагу за новим гнездом, а бригу тада наставља мужјак, а забележени су и случајеви када старији младунци хране мање храном коју обезбеђује мужјак. Након месец дана бриге, младунци полако постају независни и напуштају гнездо, када су, за разлику од већине других врста сова, способни да самостално и добро лете.

## Исхрана
Ова птица користи низ различитих микрохабитата за исхрану. Уобичајено лови дуж ивица шума, мада се у северозападном Ајдаху често храни у степама и око коридора близу обале, док се јединке које настањују Острва краљице Шарлот често хране бескичмењацима у интертидалној зони — обалском делу који је изнад воде за време осеке, а под водом за време плиме. Лови готово искључиво ноћу — од пола сата након заласка до пола сата пре изласка сунца. Плен лако уочава захваљујући одличном слуху (лобања северног ћука је асиметрична, што му омогућава разликовање вертикалних и хоризонталних звучних таласа) и добрим видом при слабој осветљености. Плен хвата ногама и храни се комадима, кидајући их како канџама, тако и оштрим кљуном. Уколико је улов тежи од 20 грама, конзумира га из два пута, други након 4—5 сата.

### Сисари
Северни ћук је предатор који ноћу чека док не уочи плен, а након тога се обрушава на њега. Углавном се храни малим животињама, претежно сисарима. Према неким истраживањима обављеним у Висконсину, највећи део исхране ове врсте чине мишеви (67%) и волухарице (16%). Слична истраживања рађена су у Монтани и она су пак показала да се ова врста храни волухарицама више него осталим врстама сисара. Још једно истраживање рађено о овој и северним пигмејским совама показало је да ове сове вребају веома различите животиње као свој главни извор хране, што указује на закључак да северни ћук може да се прилагоди не само у зависности од плена, већ и од других предатора са којима дели територију. У неким деловима ареала главни плен чине белоноги мишеви, међутим, у Каролини више од половина исхране базирана је на ровчицама, док јединке у Ајдаху најчешће конзумирају кућног миша (лат. Mus musculus), пољског миша (лат. Reithrodontomys megalotis) и брдску волухарицу (лат. Microtus montanus). На северу, у тајгама, уобичајен плен чине мишеви из рода Myodes. Када су у питању други сисари, северни ћук се повремено храни ровчицама, веверицама и другим врстама глодара, летећим веверицама, скочимишем, врстом Arborimus longicaudus, као и врстама из родова Perognathus, Synaptomys и Phenacomys. Поред тога, у гнездима северног ћука често су налажена и крила слепих мишева, што указује да и ови сисари могу да представљају део његове исхране. Најчешће су то врсте Lasiurus cinereus, Antrozous pallidus, Myotis lucifugus и Lasionycteris noctivagans.

### Птице
Птице чине мали део исхране и ћук их углавном конзумира током миграције. Допуну исхрани могу да чине разне птице попут ласта, врабаца и других. Међутим, чак и веће птице, попут голуба пећинара (који је четири пута тежи од северног ћука), могу се наћи на менију северног ћука. У Конектикату, двобојна сеница (лат. Parus bicolor) и златоглави краљић (лат. Regulus satrapa) чине нешто више од 1% врста плена којим се храни током зиме, док се у области јужних Апалачких планина, поред овим, северни ћук храни и тамнооким јункоом (лат. Junco hyemalis) и америчком кугаром (лат. Bombycilla cedrorum). У гнезду се повремено могу наћи остаци барског стрнада (лат. Melospiza georgiana) и тамне мухарке (лат. Empidonax oberholseri), док се јединке које живе на Острвима краљице Шарлот могу хранити и младунцима древне њорке (лат. Synthliboramphus antiquus), кестењасте сенице (лат. Poecile rufescens), двобојне сенице и дроздића самца (лат. Catharus guttatus). Што се осталих птичјих врста тиче, плен северног ћука могу да представљају калифорнијски ћук (лат. Glaucidium californicum), царић (лат. Troglodytes troglodytes), црвеноглави амерички краљић (лат. Regulus calendula), амерички дрозд (лат. Turdus migratorius), крунаста цвркутарка (лат. Dendroica coronata), мала мухарка (лат. Empidonax minimus), црвени кардинал (лат. Cardinalis cardinalis) и северноамерички боров цајзлић (лат. Carduelis pinus).

### Бескичмењаци
Често се храни тврдокрилцима и правокрилцима, премда не постоји много података о количини и учесталости. Јединке које живе на пацифичкој обали конзумирају велике количине интертидалних бескичмењака, укључујући амфиподе, изоподе, паукове и друге неидентификоване врсте инсеката, који укупно чине преко 50% исхране током зиме. Анализе садржаја пелета и стомака великог броја јединки показале су присуство лептира и инсеката из реда Homoptera. Поред овога, ћук се може хранити и раковима, воденим инсектима и жабама, најчешће врстом .

## Демографија и популациони статус
Северни ћук постаје репродуктивно зрео и почиње да се размножава са годину дана старости. Женка у просеку полаже 5 или 6 јаја, ређе 4 или 7, али не преживе сва јаја, као ни младунци. Просек успешности гнежђења варира од региона до региона, па тако у Британској Колумбији износи 3,47 младунаца по гнезду, 4,8 у Ајдаху, а у Алберти чак 5,5 младунаца у просеку доживи напуштање гнезда.
Просечан животни век северног ћука у дивљини износи 10 година и 4 месеца, док је у заточеништву тај број већи и износи 16 година.

### Бројност
Процене величине популације су у најбољем случају недовољно прецизне, углавном због неправилних кретања јединки у зависности од количине плена, мале величине и тајновите природе. Поред тога, локалне густине варирају у различитим географским регионима. Велики број обележених јединки сваке године указује на то да ова сова може бити веома честа (1.000+ јединки по сезони у Висконсину и Минесоти). Кенингс сматра да укупна популација северног ћука броји између 100.000 и 300.000 јединки, с обзиром на ареал распрострањења и просечној густини од 1 јединке по квадратном километру одговарајућег станишта. Ендемична за подручје Острва краљице Шарлот, подврста brooksi према проценама броји око 1.900 јединки. Популација која насељава глацијалне северне шуме на високим, јужним Апалачким планинама процењена је на мање од 500 парова.
Током зиме 1999/2000, ируптивне године за северног ћука, забележено је 180 јединки у заштићеном подручју Велике јужне притоке реке Камберленд у Кентакију и Тенесију, чија укупна површина износи 500 квадратних километара. Густина јединки северног ћука на острву Санта Круз износи 3,7/km² у боровим, 11,4/km² у храстовим и 53,3km² у шумама еукалиптуса, на основу чега је процењена популација између 106 и 148 јединки за све типове шума на острву. Максимална процењена локална густина износи 15,2 сове/km² у Висконсину.

### Обољења и телесни паразити
Као и код осталих птица, и перје ове сове је погодно тло за бројне паразите, од којих неке северни ћук неретко добија и од плена којим се храни. Тако се код одрасле јединке могу наћи екстерни паразити из реда двокрилаца (Icosta americana, Ornithoica vicina, Ornithomyia fringillina, Lychia americana), ваши (Kurodaia acadicae, Strigiphilus acadicus) и бува (Echidnophaga gallinacea, Ceratophyllus niger, Cediopsylla simplex, Orchopeas leucopus, које се уобичајено налазе на сисарима којима се северни ћук храни).
Када је реч о унутрашњим паразитима, у цревној слузокожи ове птице се често могу наћи саркоцистиде. Код великог броја сова које су, током миграције, пролазиле кроз Висконсин, уочено је неколико врста хематопаразита, као и све врсте из рода Leucocytozoon, који је први пут 1884. године идентификовао и описао Василиј Данилевски управо на основу узорка крви сова. Понекад, мада ретко, ова сова се може заразити и трипанозомом и бронхитисом.
Северни ћук је преносилац Bacillus licheniformis, грам-позитивне, аеробне бактерије. Погодност перја северног ћука за ову бактерију износи чак 59%, што је знатно већи проценат у поређењу са 7 врста птица певачица из 4 фамилије, код којих се ова бактерија такође може наћи. Нема доказа да ова бактерија штети северном ћуку, пошто перје ове птице не представља плодно тло за њено размножавање.
Што се тиче младунаца, забележене су муве које, сишући крв, могу нашкодити младунцима, па се тако повремено дешава да угину младунци који су подигнути у гнезду које је претходне године насељавао чворак, птица коју нападају ове муве које полажу јаја у гнездо, а која се у међувремену излегну и одрасту док се излегну јаја северног ћука.

### Узроци смртности
До смрти младунаца најчешће долази због глади, али то није увек случај. Мува Carnus hemapterus, поред осталих сова, често напада и младунце северног ћука, па је тако забележено да је чак четири младунца из једног гнезда угинуло од последица инфекције коју ова мува преноси. Јединке старости 5—6 недеља могу да оболе од цијатостомијазе, обољења које изазивају нематоде из рода . Судар с возилима представља један од најчешћих узрока смрти, на шта указује и податак да су преко 45% идентификованих грабљивица, страдалих од последица судара с аутомобилима у Њу Џерзију, управо јединке северног ћука, од чега је чак 79% њих било млађе од годину дана. Слична је ситуација и у Британској Колумбији, где је северни ћук друга сова по броју погинулих јединки дуж аутопутева. Поред овога, веће грабљивице такође могу бити знатан узрок смрти северног ћука, пошто је ова сова једна од најмањих у Северној Америци.

## Конзервација
Номинална подврста северног ћука (acadicus) није на списку врста са специјалним конзервационим статусом Службе за рибе и дивље животиње Сједињених Држава, Шумске службе Сједињених Држава, нити Комитета за статус угрожених дивљих животиња у Канади, пошто се верује да је популација ове сове велика и широко распрострањена. Ипак, локално је северни ћук на списку врста од посебне бриге у Северној Каролини и Јужној Дакоти. Са друге стране, подврста brooksi, ендемична за Острва краљице Шарлот, сматра се угроженом од стране Канадског комитета за статус дивљих животиња.

### Ефекти људске активности
Женке ухваћене у гнезду пре, током или непосредно након полагања јаја могу напустити гнездо (и често наћи ново у близини), док оне ухваћене током касније фазе лежања на јајима или током гајења младунаца не напуштају гнездо.
Због мале величине, ова сова у прошлости није била предмет прогона од стране ловаца као што је то случај са другим совама у Северној Америци, иако се неке изгледнеле сове сваке године лако хватају како би се држале као кућни љубимци.
Деградација старих шума и уклањање трулих и старих стабала негативно утичу на ову сову, смањујући број шупљина које су неопходне за репродуктивни успех северног ћука. Иако се гнезди у скоро свим типовима четинарских и мешовитих шума, северни ћук за гнежђење преферира шуме са старим и великим дрвећем, пошто су младе шуме често недовољно густе и недостају им места за полагање јаја, као и ниске вегетације у шумама која им представља омиљено место за трагање за храном. Зимско станиште је мање критично, пошто ова врста добро опстаје у руралним и полуруралним стаништима, која су знатно екстензивнија у поређењу са стаништима за гнежђење.